# Cuevas de Huluga
Las Cuevas de Huluga son un sitio prehistórico en las Filipinas. Se encuentra ubicado en el extremo sur de la ciudad de Cagayán de Oro, a unos ocho kilómetros de distancia . Compuesta por dos cavernas principales, que están situadas en el lado oriental del río Cagayán de Oro, a lo largo de la cima de un acantilado de piedra caliza vertical. Fragmentos de esqueletos de estas cuevas fueron encontradas y se determinó que pertenecen a un niño y una mujer que habitaba en el sitio en el 377 después de cristo. Esto se basó en la racemización del ácido realizada por la Institución Scripps de Oceanografía en La Jolla, California, EE. UU.
Huluga tiene más de 80 pies de alto. Tiene una superficie de 50 metros a través de ella y las partes norte y sur y mide 40 metros de la orilla occidental del precipicio a la vertiente oriental.